# Nguyễn Văn Khảo
Nguyễn Văn Khảo là Trung tướng Công an nhân dân Việt Nam, nguyên Cục trưởng Cục Xây dựng phong trào toàn dân bảo vệ An ninh Tổ quốc, Bộ Công an Việt Nam.

## Tiểu sử
Tháng 2 năm 2009, Nguyễn Văn Khảo là Đại tá, Phó Chánh Văn phòng Bộ Công an.
Ngày 16 tháng 9 năm 2013, Thiếu tướng Nguyễn Văn Khảo được điều động tới công tác và giữ chức vụ Cục trưởng Cục xây dựng phong trào toàn dân bảo vệ An ninh Tổ quốc (Cục V28) thay Thiếu tướng Nguyễn Đình Thuận nghỉ chờ hưu theo chế độ. Trước đó, ông là Cục trưởng, Phó Chánh Văn phòng Bộ Công an.
Từ tháng 6 năm 2016 đến tháng 8 năm 2017, Nguyễn Văn Khảo là Trung tướng, Cục trưởng Cục Xây dựng phong trào toàn dân bảo vệ an ninh Tổ quốc Bộ Công an.

## Lịch sử thụ phong quân hàm
- Thiếu tướng
- Trung tướng (2016)